# 澹臺滅明墓 (南昌市)
澹台滅明墓位於江西省南昌市第二中學校園內，是紀念孔子學生澹台滅明來洪而建。明代知府范淶曾重修南昌澹台滅明墓。清朝學使王思訓並為之立碑，題“先賢澹臺子之墓”。是中国数座澹台滅明墓之一。
春秋時期，孔子因澹台滅明貌醜，以為其才薄，澹台滅明便“南游至江”，收弟子三百，從而名揚天下。孔子聞後感歎不已，說“吾以言取人，失之宰予；以貌取人，失之子羽。”澹台滅明逝後，各地人民爭相立墓以祀。南昌人更加為其立祠立墓祭祀，設立澹台門以示懷念。
南宋绍兴年间，中转运使高述题“鲁澹台子羽墓”，在墓碑旁建澹台祠。江西转运大使程大昌撰《澹台祠友教堂记》。明朝永乐二年（1404年），泰和籍进士王直写有《咏澹台灭明墓》诗：“高风千载动延津，还有孤魂楚水滨。微雨落花空白日，东风啼鸟自青春。城隅故老看园树，亭下游人着青草。喜遇圣时崇庙祠，诸生何幸挹清尘。”正德六年（1511年），江西提学副使李夢陽拜谒澹台灭明墓，写有《题澹台墓》诗：“子游昔宰邑，邑有澹台公。非公不见宰，不径垂无穷。身殁埋豫章，豫章乃城中。长松何廖廖，石墓坚且崇。旧馆昼常阴，古松多悲风。九九拥墓藤，垂垂网户虫。喧寂本异感，慨惋当何同。道伸故难灭，瞻睇摇晴虹。”
澹台滅明墓今有三處，即武城（今山東費縣）、陳留（今河南開封縣）、豫章（今江西南昌市）三地。據考證，其真墓應屬南昌此座。但此墓已在文化大革命時期被毀，现尚存遗迹。